# Volkswagen Kübelwagen

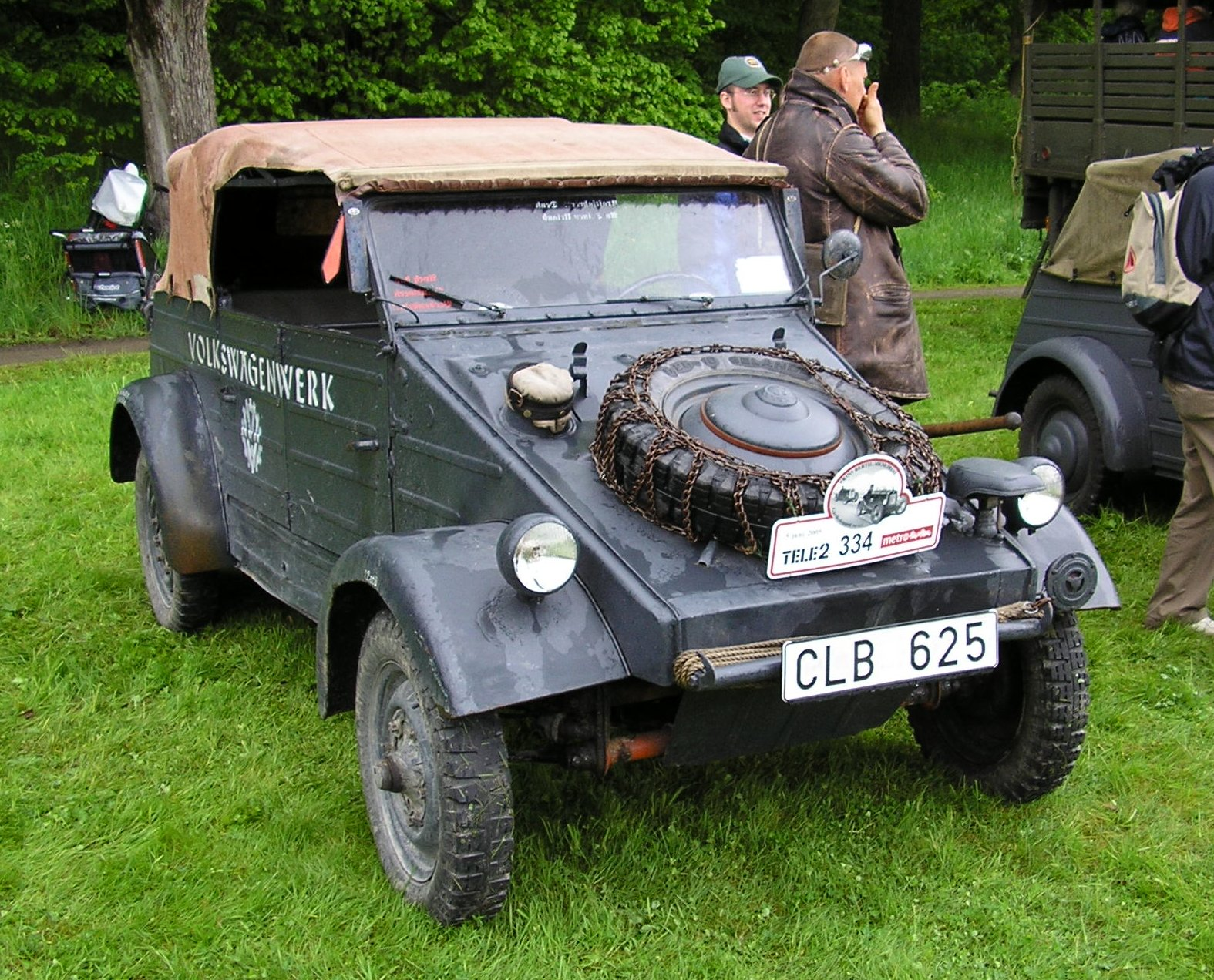
VW Kübelwagen

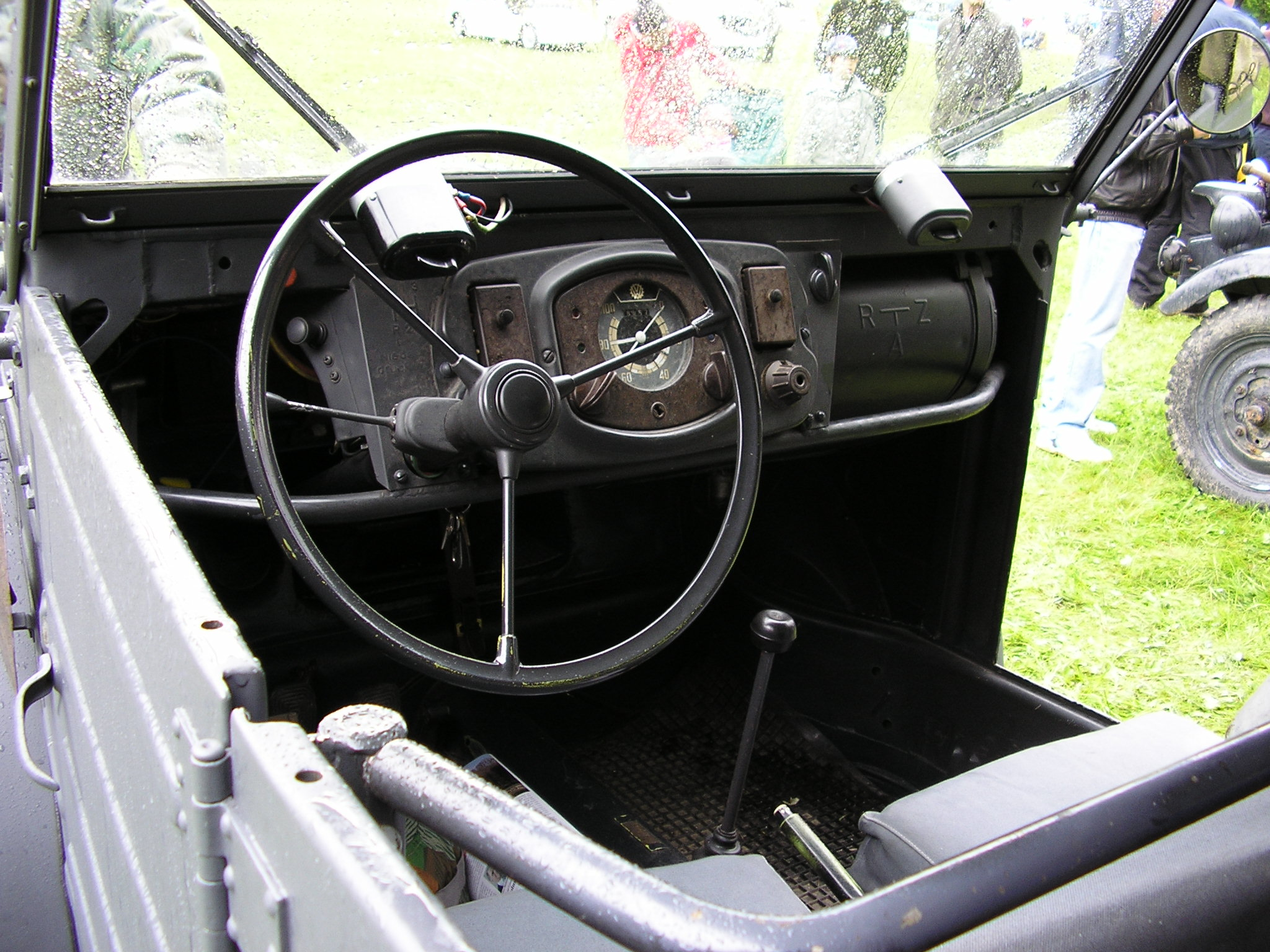
Interiör

Volkswagen Kübelwagen, (efter Kübel, balja) är en bilmodell från Volkswagen som tillverkades under åren 1938–1945.
Bilen, som designades av Ferdinand Porsche, tillverkades i flera varianter, bland annat Typ 62 och Typ 82. Typ 157 var utrustad för att kunna köra på järnvägsräls. På grund av bränslebrist utrustades ett antal bilar med gengasanläggning. Under fälttåget i Polen konstaterade man att bilen inte kunde köra tillräckligt långsamt och att framkomligheten i terräng inte var tillräcklig. Bilen utrustades därför med nedväxlingshus på bakaxeln, något som fanns kvar på VW Transporter till och med 1967 års modell. Med nedväxlingshusen ökade markfrigången med ungefär 70 mm och hastighetskravet om att kunna framföras i så låg hastighet som 4 km/h kunde uppfyllas, den hastighet soldater till fots kan hålla i terräng.
Totalt tillverkades mer än 50 000 exemplar under andra världskriget. Kübelwagen har i överförd bemärkelse kommit att beteckna ett mindre militärt terrängfordon i allmänhet och används till vardags om en rad fordonstyper, till exempel Volkswagen Typ 181 och Volkswagen Iltis.